# 托氏亮麗鯛
托氏亮麗鯛，為輻鰭魚綱鱸形目隆頭魚亞目慈鯛科的一種，被IUCN列為易危保育類動物，分布於非洲剛果河流域，體長可達8.2公分，棲息在中底層水域，生活習性不明。